# ديفيد ماريرو
ديفيد ماريرو (بالإسبانية: David Marrero)‏ مواليد 8 أبريل 1980 في لاس بالماس دي غران كناريا، إسبانيا، هو لاعب كرة مضرب إسباني يلعب باليد اليمنى بدأ مسيرته كمحترف عام 2001.

## روابط خارجية
- ديفيد ماريرو على موقع رابطة محترفي التنس (الإنجليزية)
- ديفيد ماريرو على موقع الاتحاد الدولي لكرة المضرب (الإنجليزية)
- ديفيد ماريرو على موقع كأس ديفيز (الإنجليزية)
- ديفيد ماريرو على موقع خلاصة التنس.كوم (الإنجليزية)
- ديفيد ماريرو على موقع إي إس بي إن.كوم (الإنجليزية)